# Миддлтон, Чарльз, 2-й граф Миддлтон
 Чарльз Миддлтон, 2-й граф Миддлтон (англ. Charles Middleton, 2nd Earl of Middleton; 1649/1650 — 9 августа 1719) — шотландский и английский политик, который ряд крупных должностей при Карле II и Якове II. Он служил в качестве государственного секретаря по Шотландии (1682—1684), секретарем Северного и Южного департаментов, прежде чем стать якобитским государственным секретарем и главным советником Якова II, а затем его сына Якова III во время изгнания во Франции.

## Биография
Чарльз Миддлтон родился около 1650 года, единственный сын Джона Миддлтона, 1-го графа Миддлтона (ок. 1609—1674), и его первой жены Гризель Дарем (? — 1666). У него было две старшие сестры, Хелен и Гризель.
Родом из Кинкардиншира, в первой части Войн Трех королевств с 1638 по 1651 год Джон Миддлтон поддерживал ковенантов, которые назначили его главнокомандующим в 1644 году. После перехода на сторону роялистов в 1648 году он сопровождал Карла II в изгнание, и его сын Чарльз вырос в изгнании, вернувшись домой во время Реставрации Стюартов 1660 года.
Его отец умер в 1674 году, не оставив ему ничего, кроме титула и долгов; в 1683 году Чарльз Миддлтон женился на леди Кэтрин Браднелл (1648—1743), дочери католического графа Кардигана. У них было четверо детей: Джон (1683—1746), Кэтрин (1685—1763), Чарльз (1688—1738) и Элизабет (1690—1773).
Гилберт Бернет описал Чарльза Миддлтона как «человека благородного нрава, но без особой религии»; он оставался протестантом до 1701 года, когда перешел в католичество по просьбе умирающего Якова II Стюарта.

## Карьера
Считается, что Чарльз Миддлтон провел с 1669 по 1671 год во Франции и Италии; в 1673 году он был произведен в капитаны 3-го пехотного полка, позже Баффов, в котором служил во время Франко-голландской войны 1672—1678 годов в составе голландско-шотландской бригады. К 1678 году он был подполковником и губернатором Брюгге.
Вскоре после этого его предложили на пост государственного секретаря Шотландии вместо Джона Мейтленда, 1-го герцога Лодердейла. Но эта должность досталась Александру Стюарту, 5-му графу Морею, и в июне 1680 года Чарльз Миддлтон был назначен посланником ко двору германского императора Леопольда I Габсбурга.
Чарльз Миддлтон вернулся в Шотландию в июле 1681 года, где стал близким другом принца Якова, герцога Йоркского, и его жены Марии Моденской. Он был назначен членом Тайного совета Шотландии и стал совместным государственным секретарем Шотландии вместе с Александром Стюартом, 5-м графом Мореем, 26 сентября 1682 года.
В 1684 году Чарльз Миддлтон переехал в Лондон и в июле вступил в Английский тайный совет, а в августе стал государственным секретарем Северного департамента (1684—1688). После того, как Яков II Стюарт стал королем в феврале 1685 года, он был избран от Уинчелси в парламент и получил задание управлять Палатой общин. Парламент был приостановлен за отказ отменить Закон об испытаниях, в то время как зависимость Якова II от небольшого круга католиков заставила Чарльза Миддлтона подозревать, что он один из немногих оставшихся протестантов.
Он присутствовал при рождении принца Уэльского в июне 1688 года и стал государственным секретарем Южного департамента в сентябре 1688 года. Когда свергнутый король Англии Яков II бежал во Францию после Славной революции в ноябре 1688 года, он остался в Англии; в 1692 году он содержался в Лондонском Тауэре за заговор с целью его восстановления, а после освобождения присоединился к группе изгнанников в Сен-Жермене.
Чарльз Миддлтон предложил более умеренную декларацию о реставрации якобитов, чем главный советник и государственный секретарь Якова II Джон Драммонд, 1-й граф Мелфорт. Он стал совместным государственным секретарем с графом Мелфортом, ответственным за переписку с Англией и Шотландией, и стал единственным государственным секретарем после того, как Мелфорт был уволен в июне 1694 года. В Англии его судили за измену и объявили вне закона 23 июля 1694 года, а 2 июля 1695 года он был осужден.
Чарльз Миддлтон оставался секретарем до смерти Якова II Стюарта в сентябре 1701 года, когда был назначен в Регентский совет во время совершеннолетия своего сына Якова III. Несмотря на его желание уйти в отставку, его убедили остаться на своем посту и сделали графом Монмутом в пэрстве якобитов.
Вместе со своими двумя сыновьями Чарльз Миддлтон сопровождал Якова III Стюарта в 1708 году во время попытки высадки франко-якобитов в Шотландии и позволил уйти в отставку с поста секретаря в 1713 году. Он ненадолго присоединился к Якову в Шотландии во время Якобитского восстания 1715 года, прежде чем вернуться во Францию, где служил лордом-камергером Марии Моденской до её смерти в 1718 году. Получив пенсию от французского правительства, он умер 9 августа 1719 года и был похоронен в приходской церкви Сен-Жермен.